# ブラッド・ジョンソン (俳優)
ブラッド・ジョンソン（Brad Johnson,1959年10月24日 - 2022年2月18日）はアメリカ合衆国アリゾナ州ツーソン出身の俳優。

## 主な出演作品
- ダラス
- オールウェイズ （1989年）
- イントルーダー 怒りの翼 （1990年）
- 新・鳥 （1994年）
- メルローズ・プレイス （1996年）
- S.O.F.（マット・シェファード少佐 ）（1997年-1998年）
- CSI:科学捜査班 （2001年）
- リバーワールド （2003年）
- 人間消失　ファイナル・ウォー （2005年）
- 宇宙戦争2008　（2005年）
- ワイルドシングス3 （2005年）